# مضخم تفاضلي

الشكل 1 : رمز المضخم العملياتي. يتم تمييز فروق الجهد المعكوسة و الغير معكوسة بعلامة "-" و "+" و هي Vs + و Vs− و هي تمثل مصدر الطاقة للمضخم؛ غالبًا ما يتم حذفها من الرسم المثلث للتبسيط ولكن يجب أن تكون موجودة في الدائرة الفعلية.

المضخم التفاضلي هو نوع من المضخمات الإلكترونية التي تضخم الفرق بين توتري أو جهدي الإدخال ولكنه يثبط تأثير أي جهد مشترك بينهما ، حيث يتضخم توتر هذا الفرق ليخرج مكبراً مما يؤدي لإعطاء قدرة أكبر خالية من إشارات التشتيت الجانبية .
. و هو دائرة تناظرية بمدخلي جهد {\displaystyle V_{\text{in}}^{-}} و {\displaystyle V_{\text{in}}^{+}} و خرج واحد {\displaystyle V_{\text{out}}}, حيث يكون الخرج متناسباً مع الفرق بين جهدي الإدخال :
{\displaystyle V_{\text{out}}=A(V_{\text{in}}^{+}-V_{\text{in}}^{-}),}
بحيث تمثل (A)الكسب الكهربائي للمضخم التفاضلي .
يتم عادة تصنيع المضخمات التفاضلية المفردة عن طريق إضافة مكونات تغذية راجعة مناسبة تتكون من عدة مقاومات إلى مضخم عملياتي قياسي ، أو يتم تصنيعها كجزء من دائرة متكاملة خاصة تحتوي على مقاومات تغذيات راجعة مناسبة . كما تعتبر المضخمات التفاضلية المفردة مكونات فرعية شائعة ضمن دوائر متكاملة أكبر تتعامل مع أشكال مختلفة من الإشارات التناظرية.

## المبدأ النظري
المعادلة أدناه تعطي مقدار توتر أو جهد الخرج للمضخم التفاضلي القياسي :
{\displaystyle V_{\text{out}}=A_{\text{d}}(V_{\text{in}}^{+}-V_{\text{in}}^{-}),}
حيث أن {\displaystyle V_{\text{in}}^{+}} و {\displaystyle V_{\text{in}}^{-}} هما قيمتي جهدي الدخل , و {\displaystyle A_{\text{d}}} تمثل كسب كهربائي للمضخم التفاضلي.
لا يكون الكسب التفاضلي مرتبطاً بفرق جهدي الدخل بشكل مباشر في الواقع العملي ، و كمثال على ذلك , إذا كان {\displaystyle V_{\text{in}}^{+}} و {\displaystyle V_{\text{in}}^{-}} متساويان , فالناتج لن يكون صفراً ، كما يكون الوضع في الحالة القياسية . و لذلك ستكون المعادلة الواقعية لمحصلة خرج المضخم التفاضلي كالتالي :
{\displaystyle V_{\text{out}}=A_{\text{d}}(V_{\text{in}}^{+}-V_{\text{in}}^{-})+A_{\text{c}}{\frac {V_{\text{in}}^{+}+V_{\text{in}}^{-}}{2}},}
حيث أن {\displaystyle A_{\text{c}}} يسمى كسب الوضع المشترك للمضخم .
و كسب الوضع المشترك (common-mode gain) يشير إلى التضخيم المضاف إلى كلا التوترين أو الجهدين الكهربائيين الواردين للمضخم بالنسبة لنقطة مشتركة و التي تكون نقطة الأرضي في العادة.
و لأن وظيفة المضخم التفاضلي الرئيسية هي إلغاء أو تحييد التشويش الغير مرغوب (noise) و الذي قد يظهر مرافقاً لجهدي الدخل , لذلك يعتبر طراز المضخم التفاضلي ذو كسب الوضع المشترك المنخفض مفضلاً من الناحية العملية .
تعبر نسبة رفض الوضع المشترك (common-mode rejection ratio (CMRR)) ، التي تُعرّف عادةً على أنها النسبة بين كسب الوضع التفاضلي وكسب الوضع المشترك ، , و تشير إلى قدرة المضخم على إلغاء فروق الجهد المشتركة لكل المدخلات بشكل كامل ، و يتم تعريف نسبة الرفض الشائعة على أنها:
{\displaystyle {\text{CMRR}}=10\log _{10}\left({\frac {A_{\text{d}}}{A_{\text{c}}}}\right)^{2}=20\log _{10}{\frac {A_{\text{d}}}{|A_{\text{c}}|}}.}
في حالة المضخم التفاضلي المتماثل تمامًا تكون قيمة {\displaystyle A_{\text{c}}} تساوي صفراً , و تكون قيمة (CMRR) لا نهائية . يجب الأخذ بعين الاعتبار أن الطراز الأكثر شيوعاً من هذا المضخم التفاضلي هو مضخم يتضمن جهد دخل وحيد في حين يتم تأريض الدخل الثاني و ينتج مضخماً أحادي الطرف .

## الزوج طويل الذيل

### الخلفية التاريخية
دائرة الزوج طويل الذيل (Long-tailed pair circuit) أو دائرة الزوج التفاضلي (differential pair circuit) هي شكل من أشكال المضخم التفاضلي الذي يحتوي على زوج من الترانزستورات و الذي يوفر خرج جهد يتناسب مع الفرق بين نقطتي الإدخال.
عادة ما يتم تصميم المضخمات التفاضلية الحديثة بدائرة أساسية ثنائية الترانزستور كما يمكن عمل مضخمات مكافئة بواسطة ترانزستور تأثير المجال . تم تصنيع هذه الدائرة في البداية باستخدام زوج من الصمامات المفرغة - أنظر صمام مفرغ.
تعمل الدائرة بنفس الطريقة لجميع الدوائر ثلاثية الأطراف ذات الكسب المباشر ، و يتم تحديد نقاط الانحياز لدائرة المضخم «طويل الذيل» إلى حد كبير بواسطة قانون أوم و بدرجة أقل من خلال الحسابات المتعلقة بخصائص مكونات المضخم النشطة .
تم تطوير الطراز الأول من المضخم ذو الزوج طويل الذيل من خلال الخبرة المتراكمة من تصميم طرز أخرى للمضخمات مثل مضخمات (push-pull) و قناطر قياس المقاومات ، أنظر قنطرة ويتستون .
تم عرض أول دائرة تحوي مضخم يحوي زوجاً طويل الذيل بواسطة العالم البريطاني بريان ماثيوز في عام 1934.
و بدا ما كان من المفترض أن يكون دائرة حقيقية لزوج طويل الذيل ولكن تم نشره مع وجود خطأ في الرسم.
و ظهرت أقدم دائرة لزوج طويل الذيل في براءة اختراع قدمها آلان بلوملين في عام 1936 .
بحلول نهاية الثلاثينيات من القرن الماضي ، كانت أفكار تصميم دائرة هذا المضخم مكتملة وقد نشرها مؤلفون مختلفون ، بما في ذلك فرانك أوفنر (1937) ، و أوتو شميت (1937) ، و جان فريدريك توينيس (1938).
وكان هذا التصميم يستخدم بشكل خاص لاكتشاف وقياس النبضات الفسيولوجية عبر تكبير قيمتها لتسهيل عملية القراءة و التشخيص .
تم استخدام الزوج طويل الذيل بنجاح كبير في الحوسبة البريطانية المبكرة ، كان أبرز هذه الاستخدامات الحاسوب ذو طراز (Pilot ACE) و الطرازات اللاحقة منه ، وقد سهل هذا الحاسوب إجراء حسابات الفاصلة المتحركة و التي كانت ضرورية للعديد من الأبحاث العلمية .
تتمتع دائرة الزوج طويل الذيل بالعديد من السمات المفضلة إذا تم استخدامها كمفتاح (switch) ، كما أن من مزايا هذه الدائرة أنها محصنة إلى حد كبير من إختلاف خصائص الترانزستورات المتنوعة الموجودة في الجهاز ( و هذه الميزة ذات أهمية كبيرة عندما تحتوي الأجهزة على 1000 ترانزستور أو أكثر) ، كما تتميز الدائرة بمستوى كسب كهربائي عالي و مستقر ، كما تتميز بمقاومة عالية لمدخلات التشتيت الغير مرغوبة ، ومقاومة خرج منخفضة لتعزيز قوة إشارة الخرج .
أحد العيوب المحدودة للدائرة هي تأرجح جهد الخرج (بحدود ± 10-20 فولت) عندما يصل حول 200 فولت و يكون جهد الخرج ناتجاً عن تيار مستمر مرتفع ، مما يتطلب عناية في اقتران الإشارة (signal coupling) و الذي يعني بإختصار العناية بتصميم المكثفات التي تتحكم بنوعية التيار الوارد للدائرة .

### المواصفات
يتكون المضخم التفاضلي طويل الذيل المقترن بالباعث(Emitter) ، من مرحلتين من التضخيم مع تثبيط للتوتر المشترك أو التشتيت .

#### الخرج التفاضلي

الشكل 2: الطراز الأصلي للزوج طويل الذيل

مع جهدي دخل وخرجين ، سيكون لدينا المضخم التفاضلي الموضح في الشكل 2.
ينم تضخيم المدخلات بشكل تفاضلي (مضاعفة محصلة الفرق بينها بعد حذف التشتيت) بواسطة زوج من الترانزستورات ؛ يمكن تغذيتهما بإشارتي جهد تفاضلية (متوازنة) ، أو يمكن تأريض أحد المدخلات لتشكيل دائرة فاصل طور (phase splitter).

#### الخرج أحادي الطرف
إذا كان الناتج التفاضلي غير مرغوب فيه ، فيمكن استخدام مخرج واحد فقط (مأخوذ من أحد المجمعات (المصادر أو المصبات) ، بغض النظر عن الخرج الآخر ؛ ويشار إلى هذا التركيب على أنه الخرج أحادي الطرف . و لكن الكسب سيكون نصف الكسب للدائرة السابقة (الشكل 2) ذات الخرج التفاضلي .
لتجنب التضحية بالكسب الكهربائي يمكن استخدام محول تفاضلي إلى محول أحادي الطرف أو مايسمى بعاكس التيار (current mirror) و تيار منحاز مستقر (constant-current biasing) كما في الدائرة الموضحة في الشكل 3.

شكل 3: دائرة زوج طويل الذيل محسنة بعاكس تيار و تيار منحاز مستقر

#### الدخل أحادي الطرف
يمكن استخدام الزوج طويل الذيل التفاضلي كمضخم بواسطة دخل أحادي الطرف إذا كان أحد المدخلات مؤرضًا أو ثابتًا بجهد مرجعي (عادةً ، يتم استخدام المجمع الآخر كمخرج وحيد الطرف).
الهدف من دمج المضخم التفاضلي بالباعث هو تجنب زيادة حرارة الترانزستور و ما يعرف بتأثير ميلر أو تشبع الترانزستور . أما دوائر فاصل الطور فالهدف منها هو الحصول على جهدين معكوسين لتجنب تشبع الترانزستور .